# سقوط أنتويرب
سقوط أنتويرب كان خلال حرب الثمانين عاما حيث وقع الحصار ثم السقوط من يوليو 1584 حتى أغسطس 1585. في الوقت نفسه لم تكن أنتويرب في بلجيكا الحديثة أكبر مدينة هولندية فحسب، بل كانت أيضًا مركزًا ثقافيًا واقتصاديًا وماليًا للمقاطعات الأقاليم السبعة عشر وشمال أوروبا الغربية. في 4 نوفمبر 1576، تمردت القوات الإسبانية الذين لم تدفع رواتبهم: لقد نهبوا المدينة وأحرقوها خلال ما كان يطلق عليه اسم «الغضب الأسباني». تم ذبح الآلاف من المواطنين وأحرقت مئات المنازل. ونتيجة لذلك، أصبحت أنتويرب أكثر انخراطا في التمرد ضد حكم هابسبورغ اسبانيا عندما حكم إسبانيا الفرع الرئيسي من سلالة هابسبورغ. انضمت المدينة إلى اتحاد أوتريخت (1579) وأصبحت عاصمة الثورة الهولندية، التي لم تعد مجرد تمرد بروتستانتي ولكنها أصبحت ثورة في جميع المقاطعات الهولندية.